# Nowotna
Nowotna – osada w Polsce położona w województwie pomorskim, w powiecie nowodworskim, w gminie Stegna na obszarze Żuław Wiślanych. Od 2011 roku wieś jest sołectwem.
W latach 1975–1998 miejscowość administracyjnie należała do województwa elbląskiego.